# UBL4A
UBL4A (англ. Ubiquitin like 4A) – білок, який кодується однойменним геном, розташованим у людей на X-хромосомі. Довжина поліпептидного ланцюга білка становить 157 амінокислот, а молекулярна маса — 17 777.
| 10         |  | 20         |  | 30         |  | 40         |  | 50         |
| ---------- |  | ---------- |  | ---------- |  | ---------- |  | ---------- |
| MQLTVKALQG |  | RECSLQVPED |  | ELVSTLKQLV |  | SEKLNVPVRQ |  | QRLLFKGKAL |
| ADGKRLSDYS |  | IGPNSKLNLV |  | VKPLEKVLLE |  | EGEAQRLADS |  | PPPQVWQLIS |
| KVLARHFSAA |  | DASRVLEQLQ |  | RDYERSLSRL |  | TLDDIERLAS |  | RFLHPEVTET |
| MEKGFSK    |  |            |  |            |  |            |  |            |

A: Аланін

C: Цистеїн

D: Аспарагінова кислота

E: Глутамінова кислота

F: Фенілаланін

G: Гліцин

H: Гістидин

I: Ізолейцин

K: Лізин

L: Лейцин

M: Метіонін

N: Аспарагін

P: Пролін

Q: Глутамін

R: Аргінін

S: Серин

T: Треонін

V: Валін

W: Триптофан

Кодований геном білок за функцією належить до фосфопротеїнів. 
Задіяний у такому біологічному процесі, як транспорт. 
Локалізований у цитоплазмі, ядрі.